# Minettia flaviventris
Minettia flaviventris är en tvåvingeart som först beskrevs av Costa 1844.  Minettia flaviventris ingår i släktet Minettia och familjen lövflugor. Arten har ej påträffats i Sverige. Inga underarter finns listade i Catalogue of Life.